# آشخن آوتیسیان
آشخن میکائیلی آوتیسیان (ارمنی: Աշխեն Միքայելի Ավետիսյան؛ زادهٔ ۱۰ ژانویهٔ ۱۹۲۰ - ۱۹۹۵) و سیاستمدار اهل ارمنستان بود که  سمت نمایندگی دوره‌های ششم و هفتم شورای عالی ارمنستان شوروی را برعهده داشت.

## زندگی‌نامه
در ۱۰ ژانویهٔ ۱۹۲۰ در هرازدان به دنیا آمد . وی همچنین برنده نشان لنین، قهرمان کار سوسیالیست و مدال کارگر ممتاز شده‌است. وی در ۱۹۹۵ در سن ۷۵ سالگی درگذشت.

## یادداشت
1. ↑  Հայկական ԽՍՀ Գերագույն Խորհրդի պատգամավոր